# راجر بایرن
راجر ویلیام بایرن (به انگلیسی: Roger William Byrne) (زاده ۸ فوریه ۱۹۲۹-درگذشته:۶ فوریه ۱۹۵۸) بازیکن فوتبال انگلیسی بود که در تیم منچستر یونایتد بازی می‌کرد و در حادثه مونیخ جان خود را از دست داد.